# AOB (fájlformátum)
Az AOB (Audio Object) a DVD-Audio lemezek alap hangformátuma, amelynek a lejátszása ugyanúgy történik, mint a CDDA (Compact Disc Digital Audio) lemezeké. Azonban ez a formátum jobb minőséget produkál, mint a CDDA lemezek formátuma, a WMA (Windows Media Audio), viszont nagyobb a helyigénye is, ezért írják DVD lemezre, mivel egy alap DVD lemez (DVD-5, egyrétegű és egyoldalas DVD lemez) memóriája 4,7 GB. Sajnos ezt a formátumot nem minden DVD-lejátszó és házimozi támogatja. 

## Fájlok elnevezése
A DVD-Audio hangfájljainak elnevezése így történik: ATS_főcím száma (title number)_fejezetszám (chapter number).AOB. Az ATS az AUDIO_TS mappáról kapta a nevét.

### Példa a fájlok megnevezésére

#### Egy tizenkét főcímes DVD-Audio lemez fájljainak megnevezése
| Fájlnév előtagja | Főcím száma (title number) | Fejezetszám (chapter number) |
| ---------------- | -------------------------- | ---------------------------- |
| ATS              | 01                         | 1                            |
| ATS              | 02                         | 1                            |
| ATS              | 03                         | 1                            |
| ATS              | 04                         | 1                            |
| ATS              | 05                         | 1                            |
| ATS              | 06                         | 1                            |
| ATS              | 07                         | 1                            |
| ATS              | 08                         | 1                            |
| ATS              | 09                         | 1                            |
| ATS              | 10                         | 1                            |
| ATS              | 11                         | 1                            |
| ATS              | 12                         | 1                            |

### Egy tizennégy fejezetes DVD-Audio lemez fájljainak megnevezése
| Fájlnév előtagja | Főcím száma (title menu) | Fejezetszám (chapter number) |
| ---------------- | ------------------------ | ---------------------------- |
| ATS              | 01                       | 1                            |
| ATS              | 01                       | 2                            |
| ATS              | 01                       | 3                            |
| ATS              | 01                       | 4                            |
| ATS              | 01                       | 5                            |
| ATS              | 01                       | 6                            |
| ATS              | 01                       | 7                            |
| ATS              | 01                       | 8                            |
| ATS              | 01                       | 9                            |
| ATS              | 01                       | 10                           |
| ATS              | 01                       | 11                           |
| ATS              | 01                       | 12                           |
| ATS              | 01                       | 13                           |
| ATS              | 01                       | 14                           |

## A DVD-Audio lemez olvashatóságát biztosító alkalmazásfájlok
A DVD-Audio lemez olvashatóságát biztosító alkalmazásfájlok formátuma az IFO (InFOrmation) és a BUP (BackUP) és az MKB (Media Key Block). A BUP fájlok azért szükségesek, mert ha az IFO fájlok valamelyike megsérül, a BUP fájlok helyettesítik azokat. 

### Az olvashatóságot biztosító fájlok megnevezése
A fentebb említett tizenkét főcímes DVD-Audio példalemez olvashatóságot biztosító alkalmazásfájljainak megnevezése
| Fájlnév előtagja | Főcím száma (title number), vagy néhol fájlnév utótagja | Fejezetszám (chapter number) | Kiterjesztés |
| ---------------- | ------------------------------------------------------- | ---------------------------- | ------------ |
| ATS              | 01                                                      | 0                            | .IFO         |
| ATS              | 01                                                      | 0                            | .BUP         |
| AUDIO            | PP                                                      | Nincs                        | .IFO         |
| AUDIO            | PP                                                      | Nincs                        | .BUP         |
| AUDIO            | SV                                                      | Nincs                        | .IFO         |
| AUDIO            | SV                                                      | Nincs                        | .BUP         |
| AUDIO            | SV                                                      | Nincs                        | .AOB         |
| AUDIO            | TS                                                      | Nincs                        | .IFO         |
| AUDIO            | TS                                                      | Nincs                        | .BUP         |
| AUDIO            | TS                                                      | Nincs                        | .AOB         |
| DVDAUDIO         | Nincs                                                   | Nincs                        | .BUP         |

## A DVD-Audio másolásvédelme
A DVD-Audio lemezek másolásvédelmét egy MKB kiterjesztésű fájl szolgálja (CPPM). Ha saját vagy más személyi számítógépre fel szeretnénk másolni DVD-Audio lemezünk tartalmát, elég ha az íráskor egyszerűen csak nem írjuk rá a lemezre az MKB kiterjesztésű fájlt.

### Az MKB fájl(ok) megnevezése

#### Az egész DVD-Audio lemez másolásvédelme
| Fejléc szövege | Kiterjesztés |
| -------------- | ------------ |
| DVDAUDIO       | .MKB         |

#### Csak néhány fájlra vonatkozó másolásvédelem
A fentebb említett tizenkét főcímes DVD-Audio példalemezen lévő, csak néhány fájlra vonatkozó másolásvédelem
| Fájlnév előtagja | Főcím száma (title number) | Fejezetszám (chapter number) |
| ---------------- | -------------------------- | ---------------------------- |
| ATS              | 01                         | 1                            |
| ATS              | 02                         | 1                            |
| ATS              | 03                         | 1                            |
| ATS              | 04                         | 1                            |
| ATS              | 05                         | 1                            |
| ATS              | 06                         | 1                            |